# Stilobezzia elegantula
Stilobezzia elegantula är en tvåvingeart som först beskrevs av Oskar Augustus Johannsen 1907.  Stilobezzia elegantula ingår i släktet Stilobezzia och familjen svidknott. Inga underarter finns listade i Catalogue of Life.